# Tibor Halilović
Tibor Halilović (ur. 18 marca 1995 w Zagrzebiu) – chorwacki piłkarz grający na pozycji pomocnika w HNK Gorica.

## Życiorys
Jest wychowankiem Dinama Zagrzeb. W latach 2014–2016 był zawodnikiem rezerw tego klubu. 8 lipca 2016 odszedł do NK Lokomotiva Zagrzeb. W sezonie 2016/2017 rozegrał 18 meczów w rozgrywkach Prvej hrvatskiej nogometnej ligi. 23 czerwca 2017 został ogłoszony nowym piłkarzem Wisły Kraków, podpisując z nią dwuletni kontrakt. W Ekstraklasie zadebiutował 29 lipca 2017 w przegranym 2:3 meczu przeciwko Górnikowi Zabrze. Na boisko wszedł w 84. minucie, zmieniając Frana Véleza. 16 kwietnia 2018 zdobył swojego pierwszego gola w polskiej lidze. Miało to miejsce w zremisowanym 2:2 spotkaniu z Wisłą Płock. 28 stycznia 2019 podpisał kontrakt z HNK Rijeka. Wraz z tym klubem w sezonie 2018/2019 zdobył Puchar Chorwacji.

## Życie prywatne
Jest kuzynem Alena i Dina Haliloviciów, którzy również są zawodowymi piłkarzami.